# Pygmæ
Pygmæer er grupper af små mennesker, der bor i det vestlige, centrale og sydlige Afrika. (Også i Asien findes der små mennesker: på Andamanerne og på Filippinerne). Pygmæers højde er 120-150 cm for mænd og lidt mindre for kvinder.
Pygmæerne er mange steder berømt for deres musikere og dansere. Deres historiefortællere bruger mange effekter: Sang, dans, dramatiske optrin og andet. Historiefortælleren er højt respekteret blandt pygmæerne.
Den korte statur er genetisk og tidligere forestillinger om at den havde at gøre med fejlernæring, behov for hurtigt at blive voksne pga et farefuldt miljø m.m. har vist sig ikke at have belæg.